# Cinémathèque Robert-Lynen
Cinémathèque Robert-Lynen (česky Filmotéka Roberta Lynena) je filmotéka a knihovna v Paříži. Sídlí v 17. obvodu v ulici Rue Jacques-Bingen č. 11. Jejím posláním je poskytovat zázemí školám při výuce pomocí filmů. Disponuje promítacím sálem pro mladé diváky.

## Historie
Knihovnu založilo město Paříž v roce 1926 pod názvem Cinémathèque scolaire de la ville de Paris (Školní filmotéka města Paříže). Od roku 1967 nese jméno herce Roberta Lynena (1920-1944).

## Poslání
Úkoly instituce jsou:
- zajišťovat výpůjčky filmů pro mateřské a základní školy
- organizovat pro školní a předškolní zařízení projekce ve 12 partnerských sálech
- distribuovat filmy pro školní filmové kluby (ročně asi 7000 filmů)
- školit učitele a žáky v oblasti filmu a nových technologií (od roku 1991)
- organizovat kulturní kurzy a filmové semináře
- uchovávat dokumentární filmy (včetně 400 filmů o vědě, výtvarné technice a objevech od 1910)
- uchovávat fotografický materiál, včetně více než 5000 negativů staré Paříže a 5000 autochromů ze sbírky francouzského fotografa Julese Gervais-Courtellemonta (1863-1931)